# اندرس ایوب
اندرس ایوب (انگلیسی: Andrés Ayub؛ زادهٔ ۱ ژانویهٔ ۱۹۸۲) کشتی‌گیر اهل شیلی است.